# جون فان أنتويرب ماكموراي
كان جون فان أنتويرب ماكموراي (6 أكتوبر 1881 - 25 سبتمبر 1960) محاميًا ومؤلفًا ودبلوماسيًا أمريكيًا اشتهر بكونه أحد أبرز خبراء الشأن الصيني في الحكومة الأمريكية. شغل منصب مساعد وزير الخارجية من نوفمبر 1924 إلى مايو 1925، وعُين لاحقًا سفيرًا للولايات المتحدة في الصين في عام 1925. وعلى الرغم من أن ماكموراي كان راغبًا بالعمل في الصين، سرعان ما وقع في خلاف مع وزارة الخارجية بخصوص سياسة الولايات المتحدة تجاه حكومة الكومينتانغ الحاكمة. فاستقال من منصبه في عام 1929 وترك الخدمة الخارجية لفترة وجيزة. وبعد سنوات قضاها في الأوساط الأكاديمية، رجع ماكموراي إلى وزارة الخارجية ليصبح سفيرًا في إستونيا ولاتفيا وليتوانيا من عام 1933 إلى عام 1936. وعمل لاحقًا سفيرًا في تركيا من عام 1936 إلى عام 1941، ثم عُين مساعدًا خاصًا لوزير الخارجية حتى تقاعده في عام 1944.
في عام 1935، كُلف ماكموراي بكتابة مذكرة حول الصراع بين الصين واليابان. اقترح فيها أن الولايات المتحدة والصين وبريطانيا العظمى مسؤولة جزئيًا عن غزو اليابان للصين، وجادل بأنه ما لم تتوقف الولايات المتحدة عن معارضة السطوة اليابانية على الصين، فمن المرجح نشوب حرب بين القوتين. هاجمت اليابان في وقت لاحق الولايات المتحدة في بيرل هاربر في ديسمبر 1941، ما جر الولايات المتحدة إلى الحرب العالمية الثانية.

## الحياة المهنية
بعد قبوله في نقابة المحامين في نيويورك، سعى ماكموراي للحصول على وظيفة في الحكومة. وساعدت رسالة ثناء من وودرو ويلسون ماكموراي على تأمين فرصة لإجراء امتحان الخدمة الخارجية. في عام 1907، عُين قنصلًا عامًا وأمينًا للمفوضية في بانكوك، تايلاند، ثم أصبح السكرتير الثاني في السفارة الأمريكية في سانت بطرسبرغ. وهناك عمل تحت إدارة السفير وليم وودفيل روكهيل، صاحب الفضل في تأسيس سياسة الباب المفتوح للولايات المتحدة تجاه الصين.
عند عودته إلى واشنطن في عام 1911، أصبح ماكموراي رئيسًا لقسم شؤون الشرق الأدنى، وهو المنصب الذي شغله حتى عام 1913. ثم عُين في عدد من المواقع في شرق آسيا: من عام 1913 إلى عام 1917، كان أمينًا للمفوضية في بكين، الصين، ومن عام 1917 إلى عام 1919، عمل بصفة مستشار للسفارة في طوكيو. عُرض عليه منصب سفير في تايلاند في عام 1913، لكنه رفض استلامه من أجل المنصب في بكين. وعاد مرة أخرى إلى وزارة الخارجية في عام 1919 للعمل بصفة رئيس لقسم شؤون الشرق الأقصى من عام 1919 إلى عام 1924. خلال ذلك الوقت، شارك ماكموراي بدور مراقب في المفاوضات بين الصين واليابان بشأن وضع شبه جزيرة شاندونغ، وألف كتابًا بعنوان المعاهدات والاتفاقيات مع الصين والمتعلقة بها. كان الكتاب عبارة عن تجميع لكل المعاهدات والاتفاقيات مع الصين من عام 1894 إلى عام 1919، ونشرته مؤسسة كارنيغي للسلام الدولي.
شغل ماكموراي لفترة وجيزة منصب مساعد وزير الخارجية من عام 1924 إلى عام 1925. وفي عام 1925، عُين سفيرًا في الصين في عهد الرئيس كالفين كوليدج، الذي وصفه بأنه «كبير خبرائنا في الصين». تولى المنصب في يوليو 1925. حظي ماكموراي بتقدير كبير ضمن المجتمع الدبلوماسي في بكين. ووصفه السير رونالد ماكلاي من الوفد البريطاني بأنه ودود وسلس، وغير مثقل نسبيًا بالأفكار والمشاعر المسبقة تجاه الصين مثل الكثير من أسلافه. وأشار ماكلاي إلى أن ماكموراي استطاع التعبير عن نفسه بشكل جيد وقوي في الاجتماعات الدبلوماسية، لكنه كان «أكاديميًا إلى حد ما»، وربما افتقر إلى الثقة بالنفس. كتب ماكلاي: «أتصور أنه لا يسمح لنفسه إلا بقدر ضئيل جدًا من حرية العمل ويشير إلى واشنطن في كل مناسبة ممكنة». ودوّن دبلوماسي بريطاني آخر، هو السير مايلز دبليو لامبسون، شكاوى ماكموراي من أن واشنطن لم تسمح له سوى بالقليل جدًا من المبادرة، ونادرًا ما تبنت مقترحاته.
وبعد وقت قصير من وصوله إلى الصين، وقع ماكموراي في خلاف مع واشنطن حول سياسة الولايات المتحدة تجاه حكومة الكومينتانغ (القومية) الحاكمة، التي كانت تطالب بمراجعات فورية لنظام المعاهدات المعمول به بين البلدين أو بوقفه. وفي حين كانت واشنطن ترغب بتقديم تنازلات للحكومة القومية، فضّل ماكموراي إنفاذ المعاهدات القائمة. فأدت هذه الاختلافات في الرأي إلى استقالته في نوفمبر 1929، وأصبح أستاذًا للعلاقات الدولية في جامعة جونز هوبكنز.
في عام 1933، عاد ماكموراي إلى السلك الدبلوماسي. وفي 9 سبتمبر من ذلك العام، عُين مبعوثًا فوق العادة وسفيرًا مفوضًا لدى إستونيا ولاتفيا وليتوانيا، وهو المنصب الذي شغله حتى عام 1936. من عام 1936 إلى عام 1941، شغل ماكموراي منصب السفير فوق العادة والمفوض في تركيا. عاد إلى واشنطن في عام 1942 وعمل مساعدًا خاصًا لوزير الخارجية حتى تقاعده في عام 1944.

### مذكرة عام 1935
في عام 1935، ومع تصاعد التوترات في شرق آسيا، كلف مساعد وزير الخارجية لشؤون شرق آسيا، ستانلي هورنبيك ماكموراي بكتابة مذكرة عن الوضع. وتحدت المذكرة، بعنوان «التطورات التي تؤثر على السياسة الأمريكية في الشرق الأقصى»، الكثير من الافتراضات الجوهرية عن سياسة الولايات المتحدة تجاه اليابان. تبنت النظرة التقليدية فكرة أن اليابان هي المعتدي غير المُحقّ في الصراع الذي يختمر مع الصين. طرح ماكموراي فكرة أن السياسات الصينية والأمريكية مسؤولة جزئيًا عن تصرفات اليابان. وفي حين أن اليابان التزمت التزامًا وثيقًا بالمعاهدات والاتفاقات التي جرى التفاوض عليها خلال مؤتمر واشنطن لنزع السلاح، فإن الولايات المتحدة وبريطانيا العظمى والصين كثيرًا ما قوضتها. حتى الغزو الياباني لمنشوريا في عام 1931، فإن «الحكومة اليابانية ... كانت تسعى بحسن نية لا ريب فيه للوفاء بتعهداتها». «إن مسألة نجاح أو فشل السياسات التي تطورت في مؤتمر واشنطن كانت في الواقع في أيدي الصين نفسها وبريطانيا العظمى والولايات المتحدة».

ووفقًا لآرثر والدرون، وجد ماكموراي أن الصين على وجه الخصوص «استهزأت بشكل ممنهج بالإطار القانوني الذي يضمن مكانتها الدولية، وبذلك جلبت غضب اليابان». رأى ماكموراي أن على الولايات المتحدة تقدير جهود اليابان الرامية إلى الامتثال لاتفاقات المعاهدة، واقترح أن تقبل الولايات المتحدة العدوان الياباني على الصين، عوضًا عن التحالف بشكل أوثق مع الصين. وكتب أنه باستثناء ذلك، من المرجح نشوب حرب أمريكية مع اليابان:
«معارضة الهيمنة اليابانية على الصين واستخدام كل الوسائل والمناسبات المتاحة بفعالية لإغضابها ... سيؤدي إذا استمر بثبات وإصرار، بشكل حتمي تقريبًا إلى الحرب مع اليابان ... ستكون مثل هذه الحرب مصيبة كبيرة بالنسبة لنا، حتى لو افترضنا انتصارنا ... ستكون عملية طويلة ومكلفة بشكل شنيع ... وحتى القضاء على اليابان، إذا كان ممكنًا، لن يمثل نعمة للشرق الأقصى أو للعالم. ولن يؤدي إلا إلى خلق مجموعة جديدة من الضغوط، واستبدال الاتحاد السوفييتي لليابان باعتباره خليفة الإمبراطورية الروسية ليصبح المنافس (وهو على الأقل على نفس القدر من الخطورة وانعدام الضمير) في السيطرة على الشرق. ربما لن يستفيد أحد باستثناء روسيا من انتصارنا في مثل هذه الحرب.»
وضعت وزارة الخارجية مذكرة ماكموراي السرية على الرف. وبعد الحرب العالمية الثانية، أُتيحت المذكرة في أرشيفات مختارة فقط. في عام 1992، نُشرت المذكرة أول مرة مع مقدمة كتبها مؤرخ من جامعة بنسلفانيا يُدعى آرثر والدرون.